# Sebastian Pingel
Sebastian Pingel (født 11. maj 1993) er en dansk fodboldspiller, som spiller for danske AC Horsens. Han er søn af fodboldspilleren Frank Pingel.